# Савінівська лінія
Са́вінівская лі́нія — друга за рахунком лінія Казанського метрополітену. У віддаленому майбутньому буде мати 13 станцій, 3 з них пересадкові на лінії інших гілок метрополітену і 2 станції з переходом на залізничні платформи.